# Frösunda LSS
Frösunda LSS är ett svenskt företag med säte i Solna kommun i norra Stockholm. Företaget omsatte drygt 1,15 miljarder kronor 2008 och hade 2663 anställda.
Företagets verksamheter innefattar bland annat personlig assistans, olika former av boende och dagliga verksamheter för personer med funktionsnedsättningar och äldreomsorg genom Linden Omsorg AB.
Frösunda var tidigare ett dotterbolag till Praktikertjänst men såldes 2007 till den danska riskkapitalfonden Polaris Equity. Våren 2010 sålde Polaris Frösunda till det brittiska investmentbolaget HG Capital. I mars 2018 såldes HG Capital företaget till Brado AB.